# Leichtathletik-Weltmeisterschaften 2013/100 m der Frauen

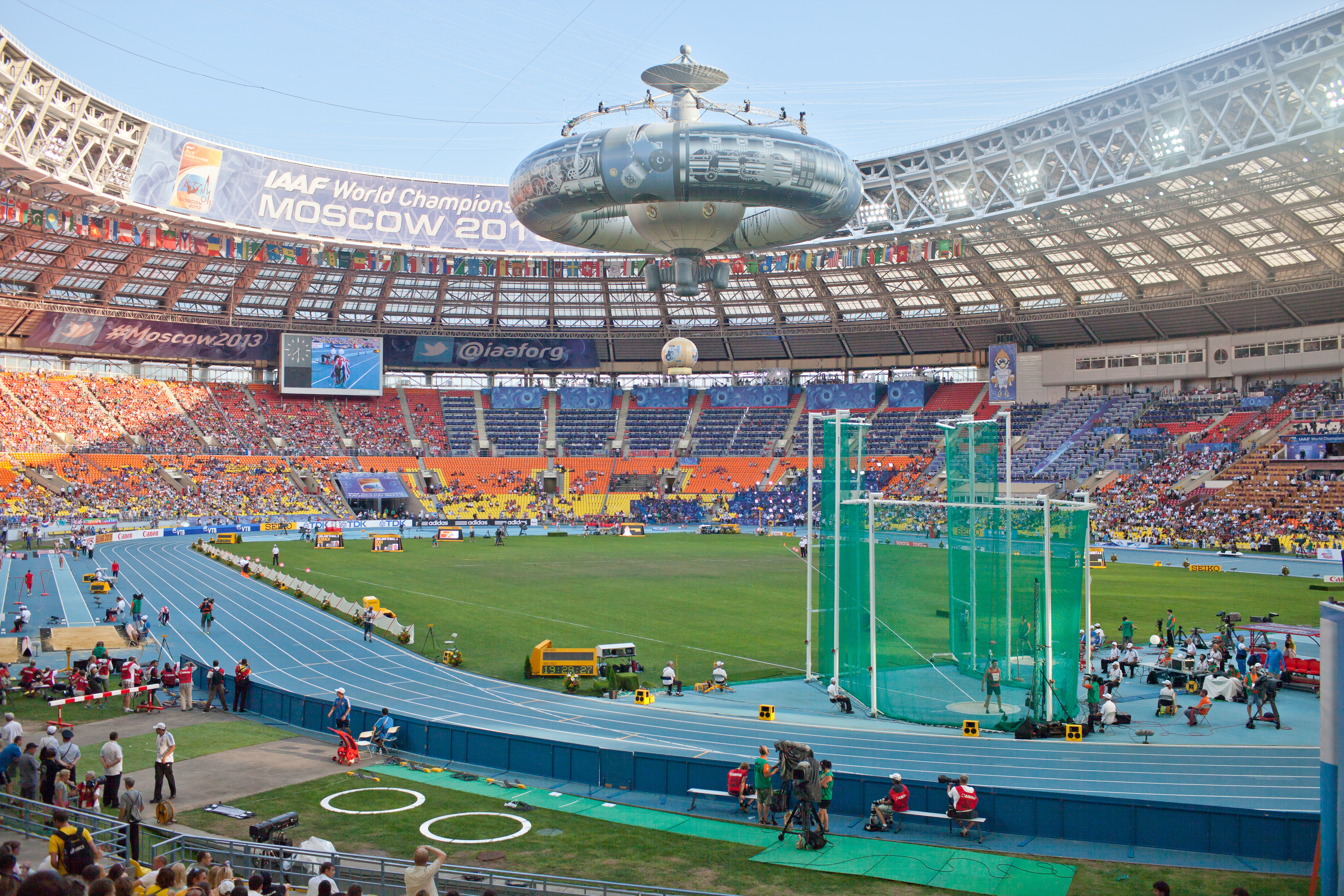
Das Olympiastadion Luschniki während der Weltmeisterschaften

Der 100-Meter-Lauf der Frauen bei den Leichtathletik-Weltmeisterschaften 2013 wurde am 12. und 13. August 2013 im Olympiastadion Luschniki der russischen Hauptstadt Moskau ausgetragen.
Es siegte die zweifache Olympiasiegerin (2008/2012) und Weltmeisterin von 2009 Shelly-Ann Fraser-Pryce aus Jamaika. Sie hatte außerdem über 200 Meter 2012 Olympiasilber gewonnen und war als Mitglied der 4-mal-100-Meter-Staffel ihres Landes 2012 Olympiazweite, 2009 Weltmeisterin und 2007 sowie 2011 jeweils Vizeweltmeisterin geworden. Hier in Moskau gab es über 200 Meter und mit der jamaikanischen Sprintstaffel noch zwei weitere WM-Titel für sie.

Den zweiten Platz belegte Murielle Ahouré von der Elfenbeinküste, die vier Tage später auf der 200-Meter-Strecke wiederum hinter Shelly-Ann Fraser-Pryce eine zweite Silbermedaille gewann.

Bronze errang die US-amerikanische Titelverteidigerin und zweifache WM-Dritte Carmelita Jeter. Auch sie hatte über 200 Meter und mit der 4-mal-100-Meter-Staffel ihres Landes weitere Erfolge aufzuweisen. Über 200 Meter war sie 2011 Vizeweltmeisterin und 2012 Olympiadritte geworden. Mit der Sprintstaffel hatte sie 2012 Olympiagold und 2007 sowie 2011 jeweils WM-Gold gewonnen.

## Bestehende Rekorde
| Weltrekord               | 10,49 s | Florence Griffith-Joyner | Indianapolis, USA           | 16. Juli 1988   |
| Weltmeisterschaftsrekord | 10,70 s | Marion Jones             | WM 1999 in Sevilla, Spanien | 22. August 1999 |

Alle Rennen waren von Gegenwind begleitet. Der bestehende WM-Rekord wurde so bei diesen Weltmeisterschaften nicht eingestellt und nicht verbessert.
Weltmeisterin Shelly-Ann Fraser-Pryce aus Jamaika verfehlte diesen Rekord Finale am 12. August bei einem Gegenwind von 0,3 m/s mit ihren 11,71 s allerdings nur um eine Hundertstelsekunde und stellte damit eine neue Weltjahresbestleistung auf.

## Vorrunde
Die Vorrunde wurde in sechs Läufen durchgeführt. Die ersten drei Athletinnen pro Lauf – hellblau unterlegt – sowie die darüber hinaus sechs zeitschnellsten Läuferinnen – hellgrün unterlegt – qualifizierten sich für das Halbfinale.

### Vorlauf 1

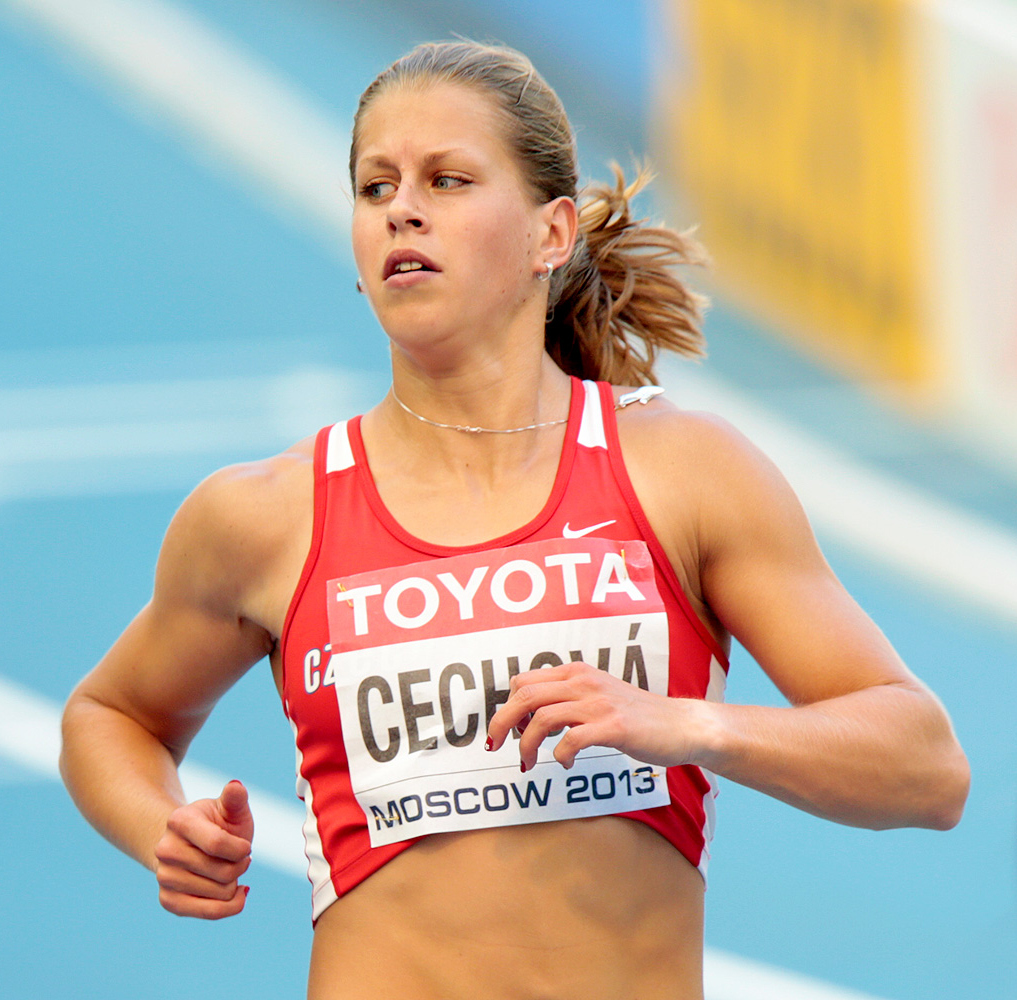
Kateřina Čechová – ausgeschieden als Sechste in 11,67 s

11. August 2013, 11:55 Uhr
Wind: −0,3 m/s
| Platz | Bahn | Name              | Nation                  | Zeit (s) |
| ----- | ---- | ----------------- | ----------------------- | -------- |
| 1     | 5    | Verena Sailer     | Deutschland             | 11,11    |
| 2     | 7    | Octavious Freeman | USA                     | 11,16    |
| 3     | 2    | Ezinne Okparaebo  | Norwegen                | 11,23    |
| 4     | 9    | Mariely Sánchez   | Dominikanische Republik | 11,41    |
| 5     | 8    | Olessja Powch     | Ukraine                 | 11,41    |
| 6     | 4    | Kateřina Čechová  | Tschechien              | 11,67    |
| 7     | 6    | Yvonne Nalishuwa  | Sambia                  | 12,57    |
| 8     | 3    | Pauline Kwalea    | Salomonen               | 13,43    |

### Vorlauf 2

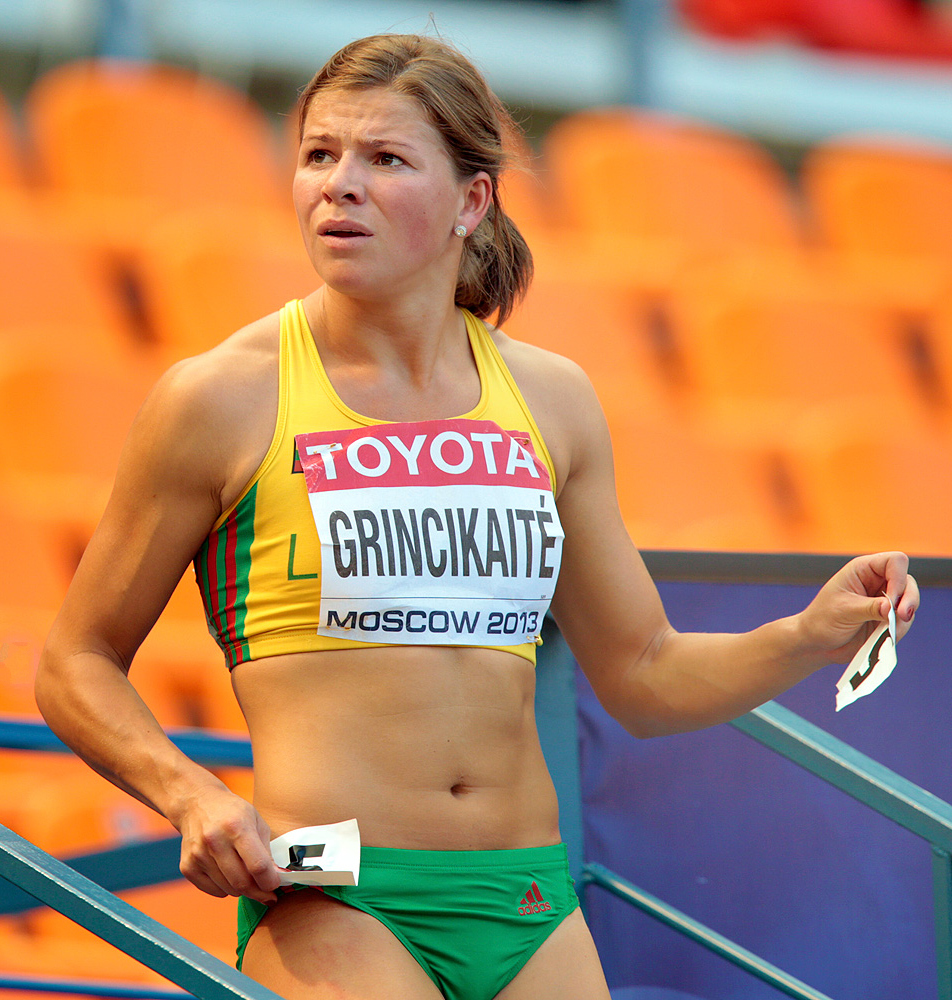
Lina Grinčikaitė – ausgeschieden als Fünfte in 11,48 s
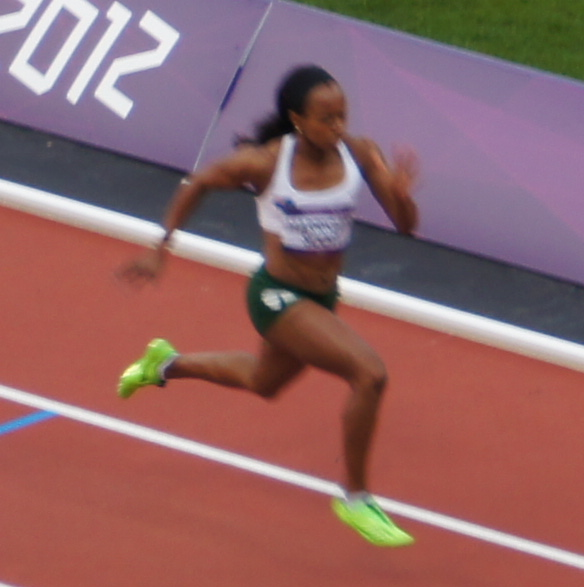
Tahesia Harrigan – ausgeschieden als Sechste in 11,61 s

11. August 2013, 12:02 Uhr
Wind: −0,4 m/s
| Platz | Bahn | Name                | Nation                   | Zeit (s) |
| ----- | ---- | ------------------- | ------------------------ | -------- |
| 1     | 6    | Kerron Stewart      | Jamaika                  | 11,02    |
| 2     | 4    | Alexandria Anderson | USA                      | 11,13    |
| 3     | 2    | Asha Philip         | Großbritannien           | 11,29    |
| 4     | 3    | Tatjana Pinto       | Deutschland              | 11,38    |
| 5     | 5    | Lina Grinčikaitė    | Litauen                  | 11,48    |
| 6     | 7    | Tahesia Harrigan    | Britische Jungferninseln | 11,61    |
| 7     | 8    | Lovelite Detenamo   | Nauru                    | 12,35    |
| 8     | 9    | Hereiti Bernardino  | Französisch-Polynesien   | 12,84    |

### Vorlauf 3

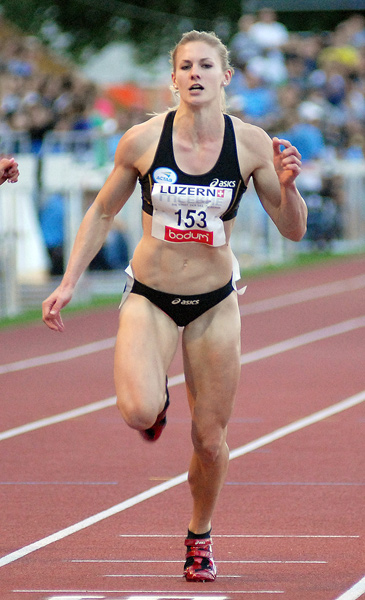
Melissa Breen – ausgeschieden als Fünfte in 11,47 s

11. August 2013, 12:09 Uhr
Wind: −0,5 m/s
| Platz | Bahn | Name             | Nation     | Zeit (s) |
| ----- | ---- | ---------------- | ---------- | -------- |
| 1     | 3    | English Gardner  | USA        | 10,94    |
| 2     | 7    | Iwet Lalowa      | Bulgarien  | 11,18    |
| 3     | 6    | Sheri-Ann Brooks | Jamaika    | 11,32    |
| 4     | 9    | Myriam Soumaré   | Frankreich | 11,34    |
| 5     | 2    | Melissa Breen    | Australien | 11,47    |
| 6     | 5    | Caché Armbrister | Bahamas    | 11,55    |
| 7     | 4    | Martina Pretelli | San Marino | 12,73    |
| 8     | 8    | Kabotaake Romeri | Kiribati   | 13,39    |

### Vorlauf 4

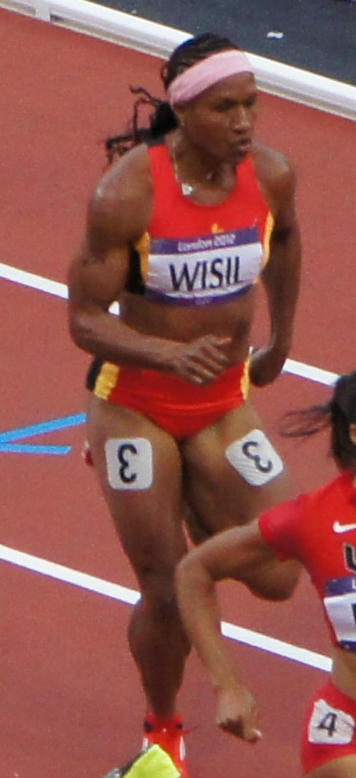
Toea Wisil – ausgeschieden als Sechste in 11,63 s

11. August 2013, 12:16 Uhr
Wind: −0,3 m/s
| Platz | Bahn | Name                    | Nation              | Zeit (s) |
| ----- | ---- | ----------------------- | ------------------- | -------- |
| 1     | 4    | Shelly-Ann Fraser-Pryce | Jamaika             | 11,15    |
| 2     | 2    | Franciela Krasucki      | Brasilien           | 11,17    |
| 3     | 8    | Gloria Asumnu           | Nigeria             | 11,27    |
| 4     | 3    | Natalija Pohrebnjak     | Ukraine             | 11,28    |
| 5     | 6    | Michelle-Lee Ahye       | Trinidad und Tobago | 11,37    |
| 6     | 7    | Toea Wisil              | Papua-Neuguinea     | 11,63    |
| 7     | 5    | Yee Pui Fong            | Hongkong            | 12,37    |

### Vorlauf 5

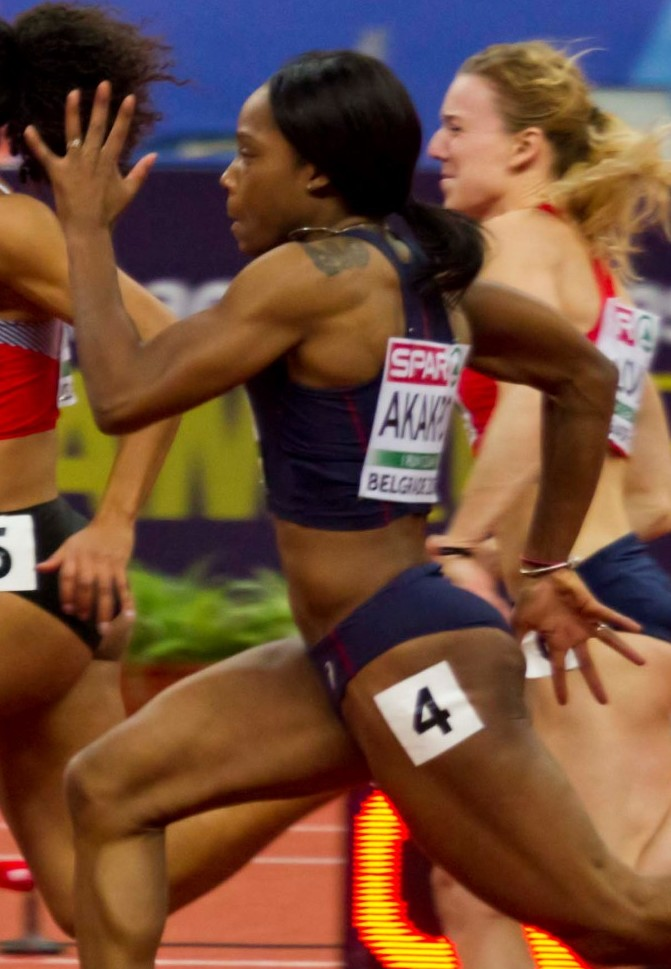
Stella Akakpo – ausgeschieden als Vierte in 11,43 s
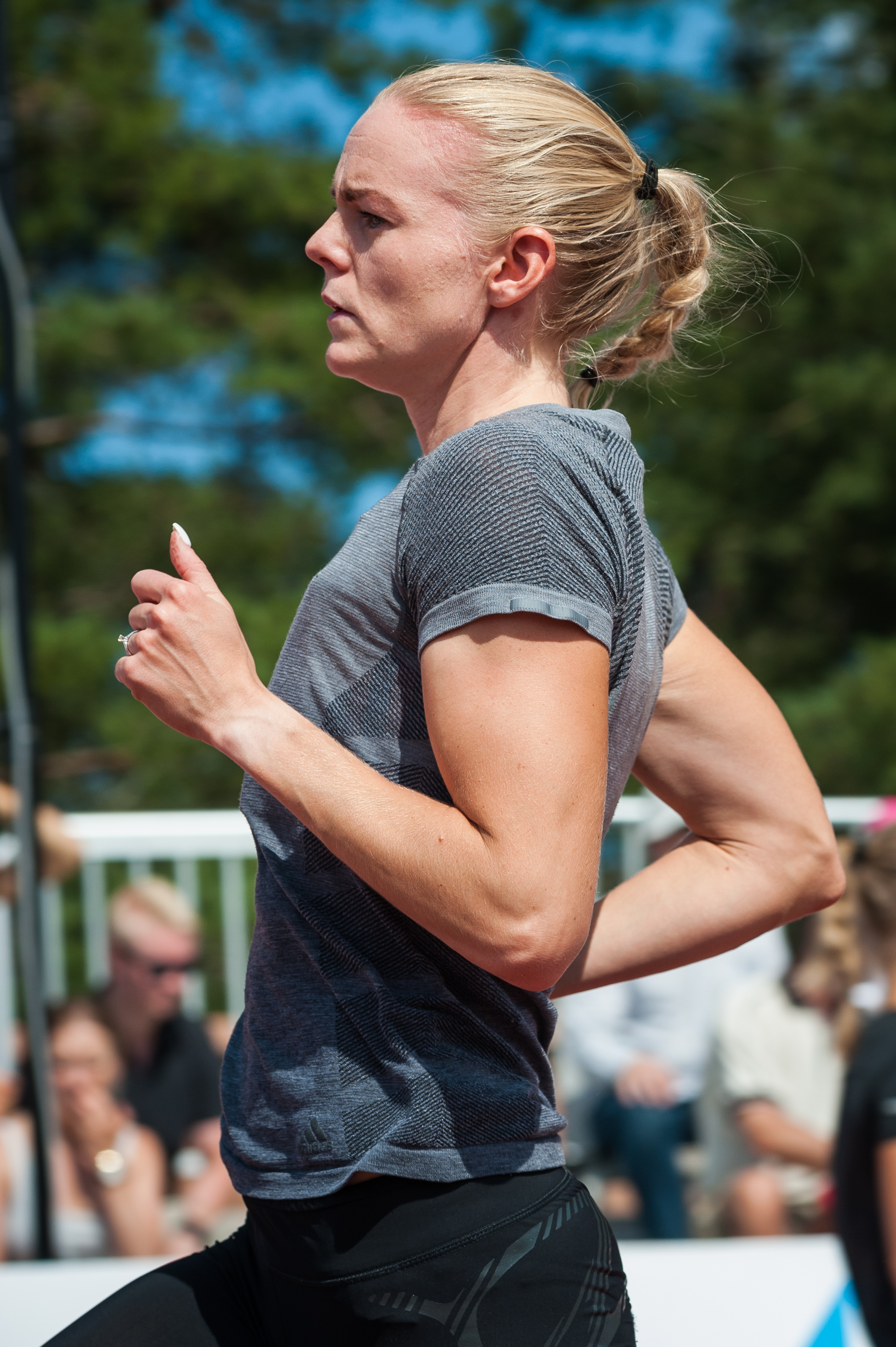
Hanna-Maari Latvala – ausgeschieden als Fünfte in 11,45 s

11. August 2013, 12:23 Uhr
Wind: −0,6 m/s
| Platz | Bahn | Name                    | Nation        | Zeit (s) |
| ----- | ---- | ----------------------- | ------------- | -------- |
| 1     | 6    | Blessing Okagbare       | Nigeria       | 11,03    |
| 2     | 5    | Ana Cláudia Lemos       | Brasilien     | 11,08    |
| 3     | 2    | Schillonie Calvert      | Jamaika       | 11,20    |
| 4     | 8    | Stella Akakpo           | Frankreich    | 11,43    |
| 5     | 7    | Hanna-Maari Latvala     | Finnland      | 11,45    |
| 6     | 4    | Kazjaryna Hantschar     | Belarus       | 11,63    |
| 7     | 3    | Wladislawa Owtscharenko | Tadschikistan | 12,37    |

### Vorlauf 6

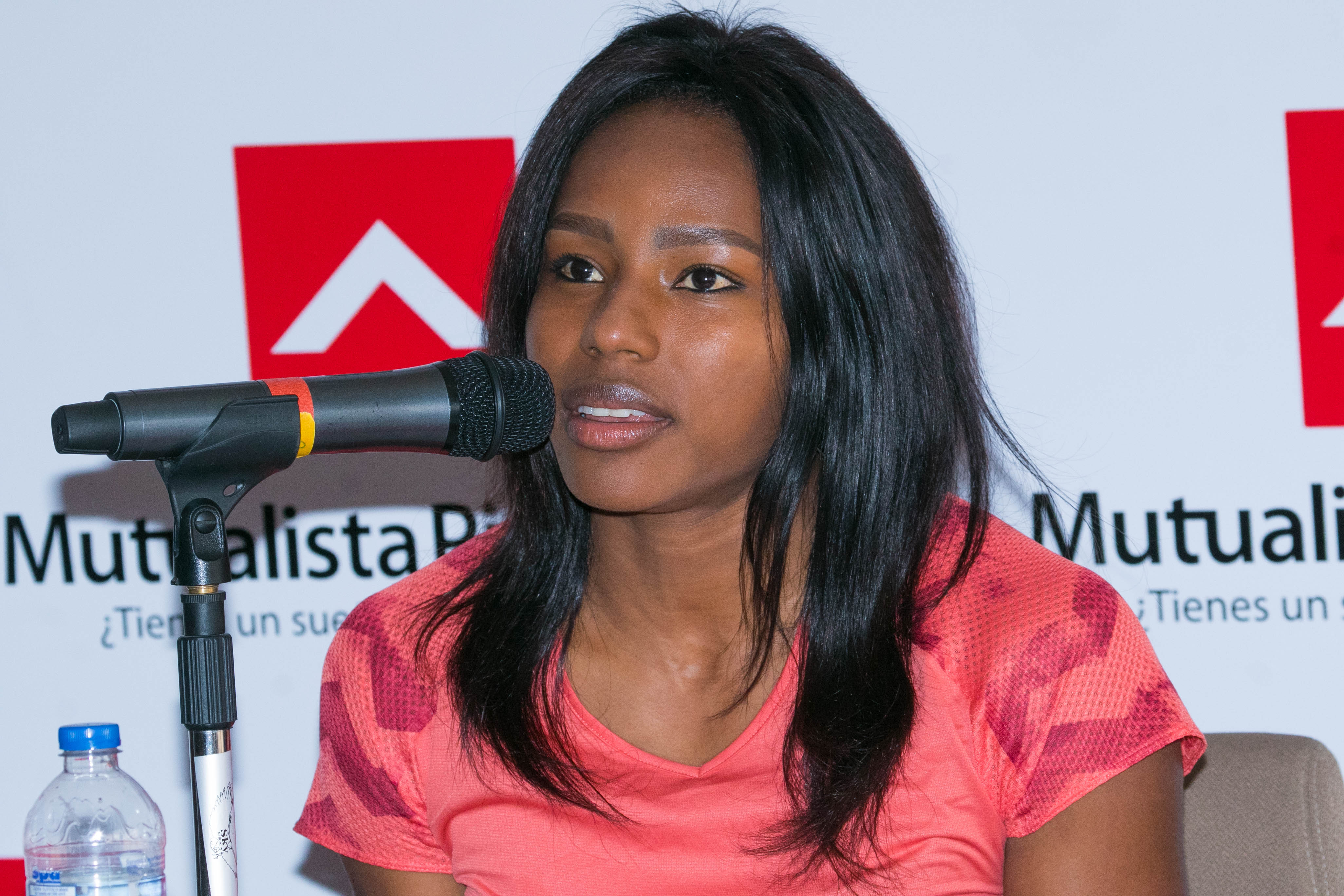
Ángela Tenorio – ausgeschieden als Vierte in 11,53 s

11. August 2013, 12:30 Uhr
Wind: −0,6 m/s
| Platz | Bahn | Name              | Nation         | Zeit (s) |
| ----- | ---- | ----------------- | -------------- | -------- |
| 1     | 8    | Murielle Ahouré   | Elfenbeinküste | 11,22    |
| 2     | 7    | Carmelita Jeter   | USA            | 11,24    |
| 3     | 3    | Sheniqua Ferguson | Bahamas        | 11,33    |
| 4     | 5    | Ángela Tenorio    | Ecuador        | 11,53    |
| 5     | 6    | Stephanie Kalu    | Nigeria        | 11,67    |
| 6     | 2    | Patricia Taea     | Cookinseln     | 12,39    |
| 7     | 4    | Rubie Joy Gabriel | Palau          | 13,25    |
| DNS   | 9    | Ruddy Zang Milama | Gabun          |          |

## Halbfinale
Aus den drei Halbfinalläufen qualifizierten sich die jeweils ersten beiden Athletinnen – hellblau unterlegt – sowie die darüber hinaus zwei zeitschnellsten Läuferinnen – hellgrün unterlegt – für das Finale.

### Halbfinallauf 1

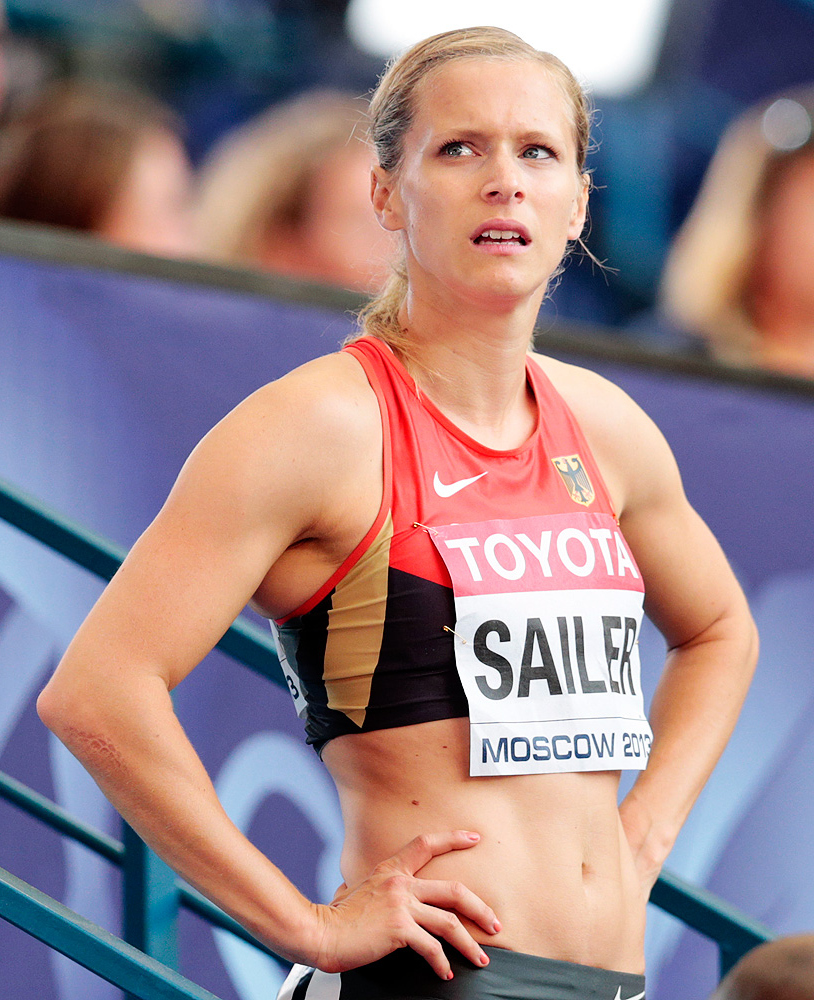
Verena Sailer, Europameisterin von 2010 – ausgeschieden als Dritte in 11,16 s
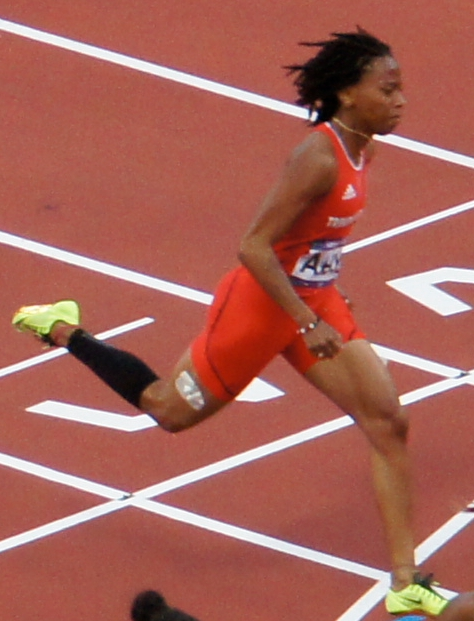
Michelle-Lee Ahye – ausgeschieden als Fünfte in 11,33 s
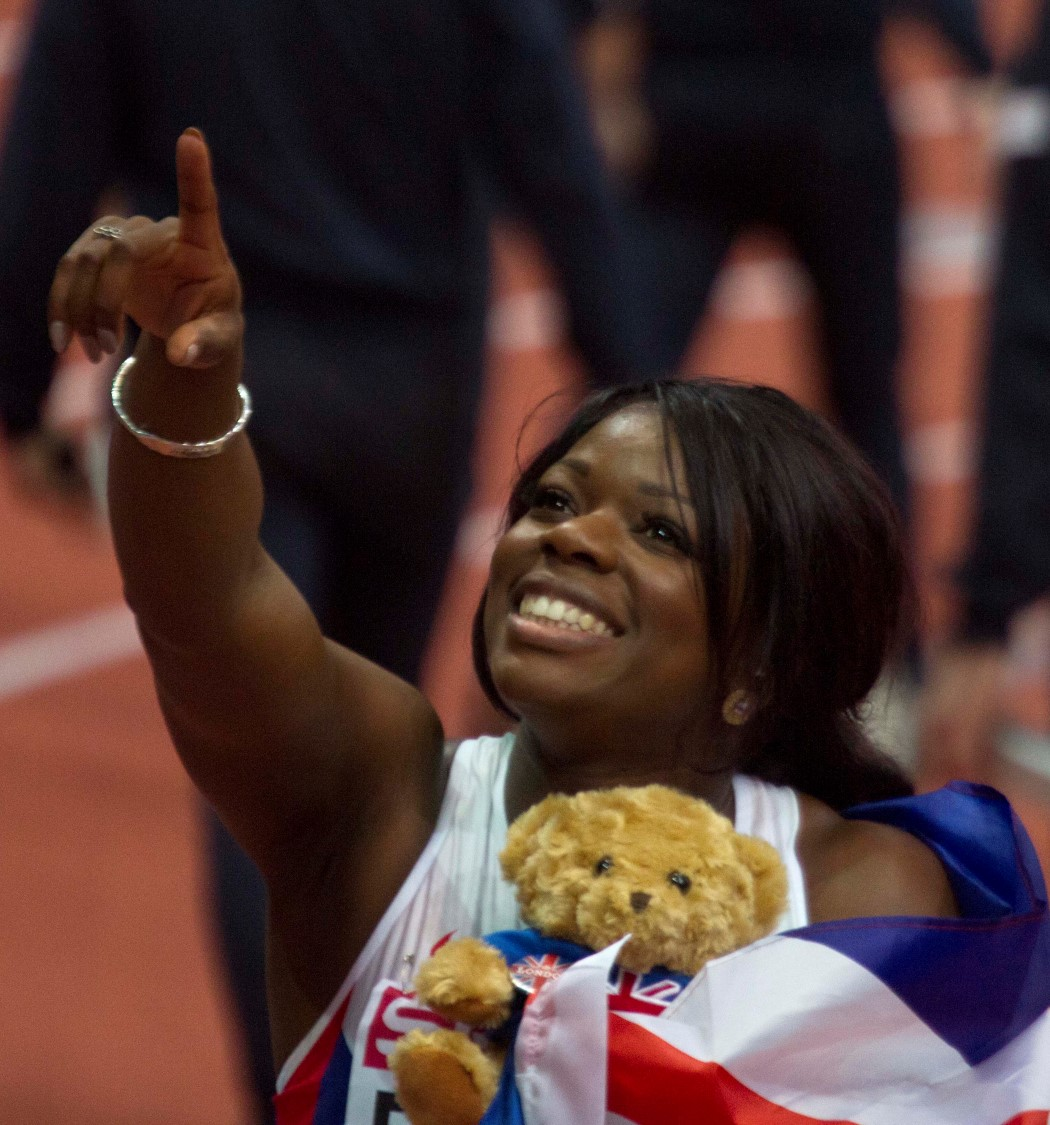
Asha Philip – ausgeschieden als Siebte in 11,35 s

12. August 2013, 19:35 Uhr
Wind: −0,4 m/s
| Platz | Bahn | Name               | Nation              | Zeit (s) |
| ----- | ---- | ------------------ | ------------------- | -------- |
| 1     | 4    | Blessing Okagbare  | Nigeria             | 11,08    |
| 2     | 6    | Octavious Freeman  | USA                 | 11,08    |
| 3     | 7    | Verena Sailer      | Deutschland         | 11,16    |
| 4     | 9    | Schillonie Calvert | Jamaika             | 11,28    |
| 5     | 2    | Michelle-Lee Ahye  | Trinidad und Tobago | 11,33    |
| 6     | 5    | Franciela Krasucki | Brasilien           | 11,34    |
| 7     | 8    | Asha Philip        | Großbritannien      | 11,35    |
| 8     | 3    | Olessja Powch      | Ukraine             | 11,43    |

### Halbfinallauf 2
12. August 2013, 19:43 Uhr
Wind: −0,4 m/s
| Platz | Bahn | Name                | Nation                  | Zeit (s) |
| ----- | ---- | ------------------- | ----------------------- | -------- |
| 1     | 7    | Carmelita Jeter     | USA                     | 10,95    |
| 2     | 6    | Murielle Ahouré     | Elfenbeinküste          | 10,95    |
| 3     | 4    | English Gardner     | USA                     | 11,00    |
| 4     | 5    | Ana Cláudia Lemos   | Brasilien               | 11,25    |
| 5     | 2    | Natalija Pohrebnjak | Ukraine                 | 11,36    |
| 6     | 8    | Sheri-Ann Brooks    | Jamaika                 | 11,40    |
| 7     | 9    | Ezinne Okparaebo    | Norwegen                | 11,41    |
| 8     | 3    | Mariely Sánchez     | Dominikanische Republik | 11,41    |

Im zweiten Halbfinale ausgeschiedene Sprinterinnen:

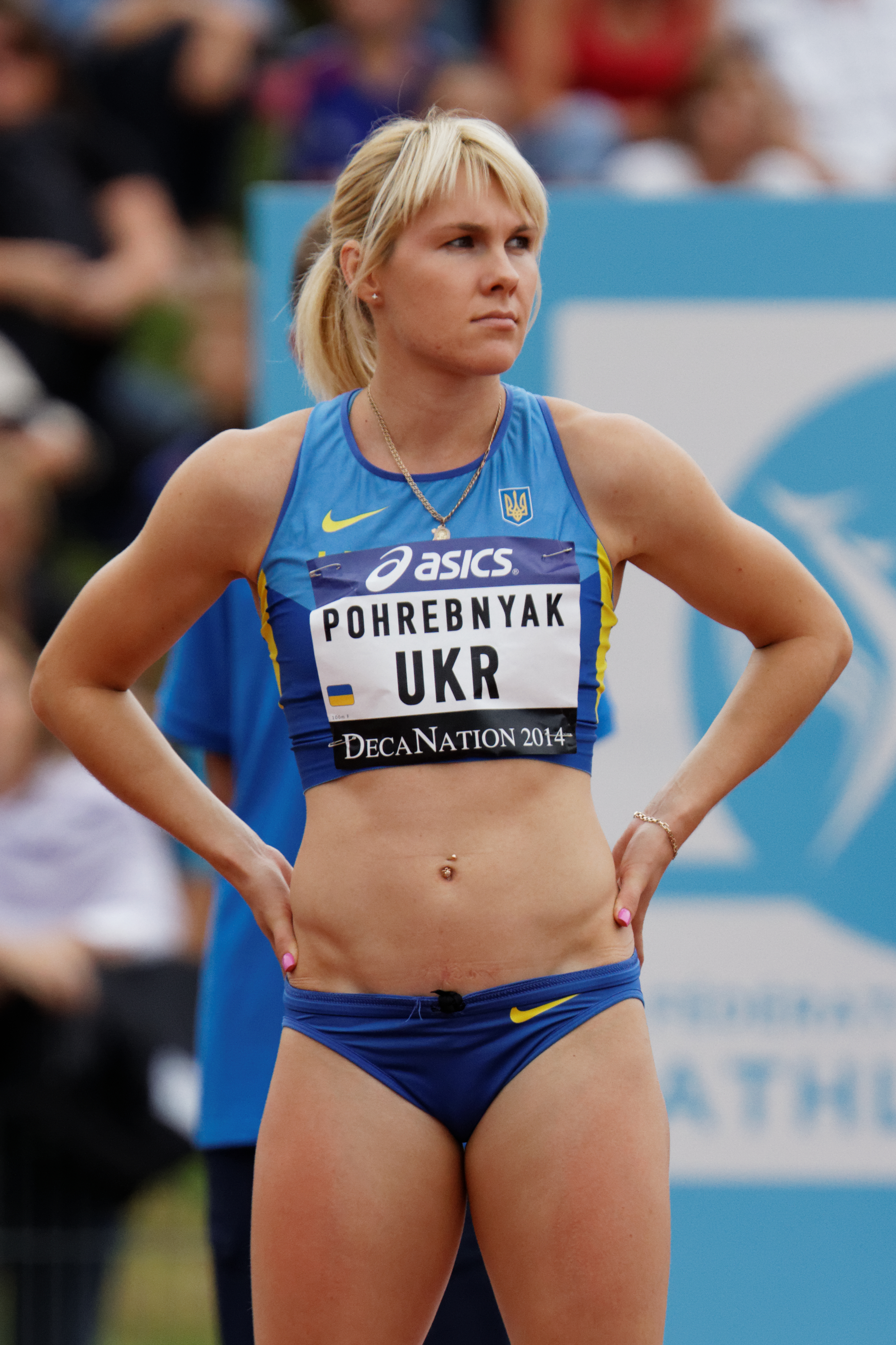
Natalija Pohrebnjak Rang fünf in 11,36 s
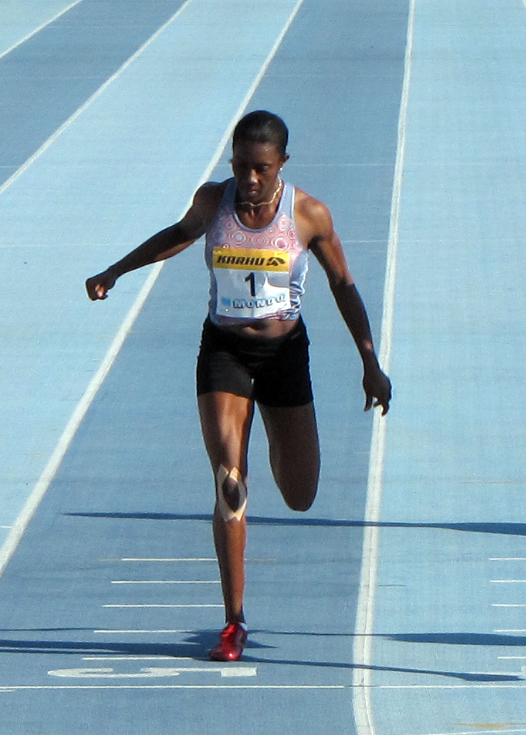
Sheri-Ann Brooks Rang sechs in 11,40 s
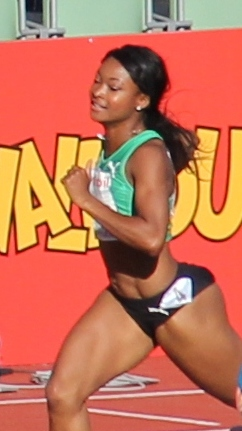
Ezinne Okparaebo Rang sieben in 11,41 s

### Halbfinallauf 3
12. August 2013, 19:51 Uhr
Wind: −0,1 m/s
| Platz | Bahn | Name                    | Nation      | Zeit (s) |
| ----- | ---- | ----------------------- | ----------- | -------- |
| 1     | 7    | Shelly-Ann Fraser-Pryce | Jamaika     | 10,87    |
| 2     | 5    | Kerron Stewart          | Jamaika     | 10,97    |
| 3     | 6    | Alexandria Anderson     | USA         | 11,01    |
| 4     | 4    | Iwet Lalowa             | Bulgarien   | 11,10    |
| 5     | 2    | Myriam Soumaré          | Frankreich  | 11,31    |
| 6     | 9    | Sheniqua Ferguson       | Bahamas     | 11,35    |
| 7     | 8    | Gloria Asumnu           | Nigeria     | 11,44    |
| 8     | 3    | Tatjana Pinto           | Deutschland | 11,54    |

Im dritten Halbfinale ausgeschiedene Sprinterinnen:

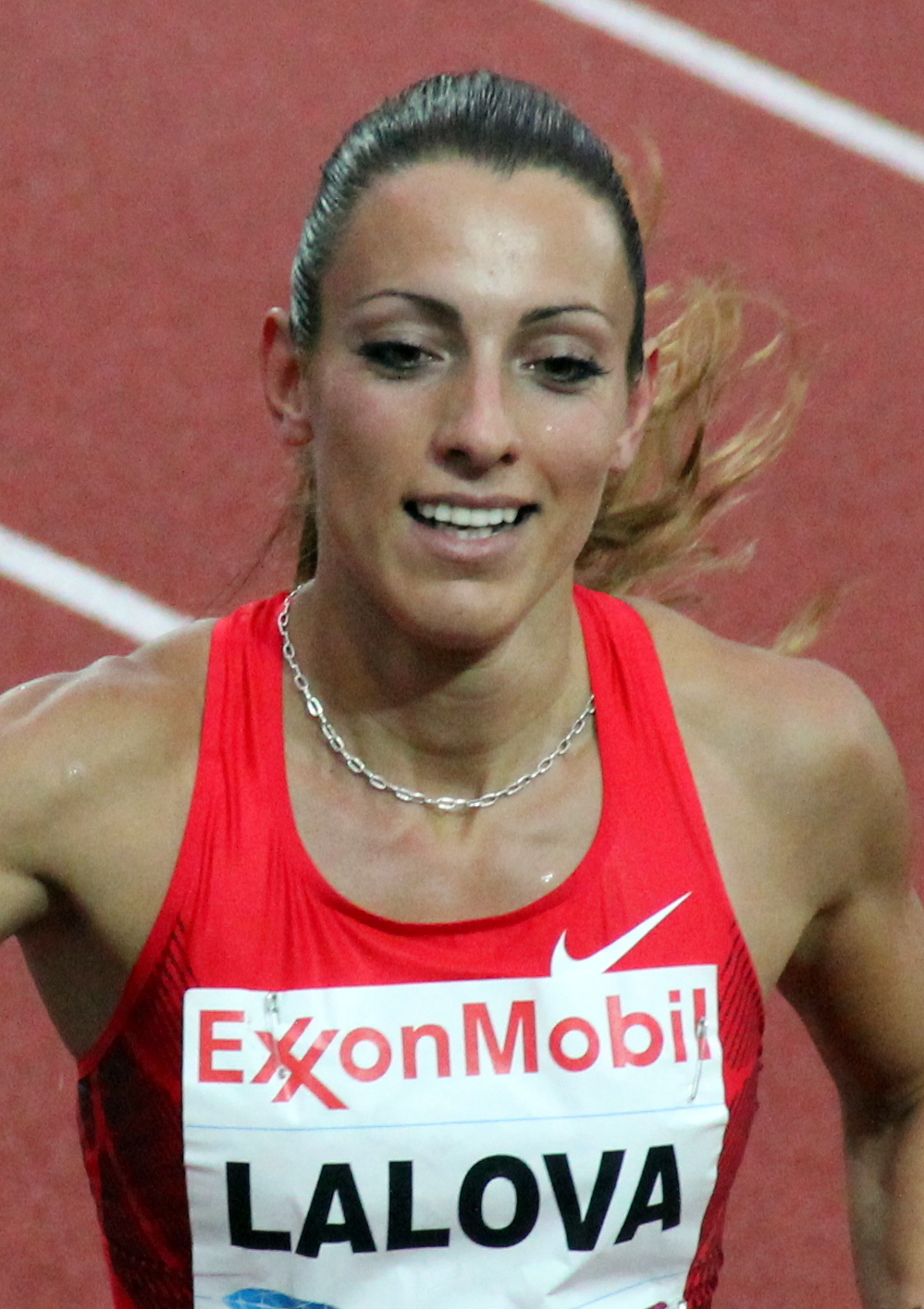
Iwet Lalowa Rang vier in 11,10 s
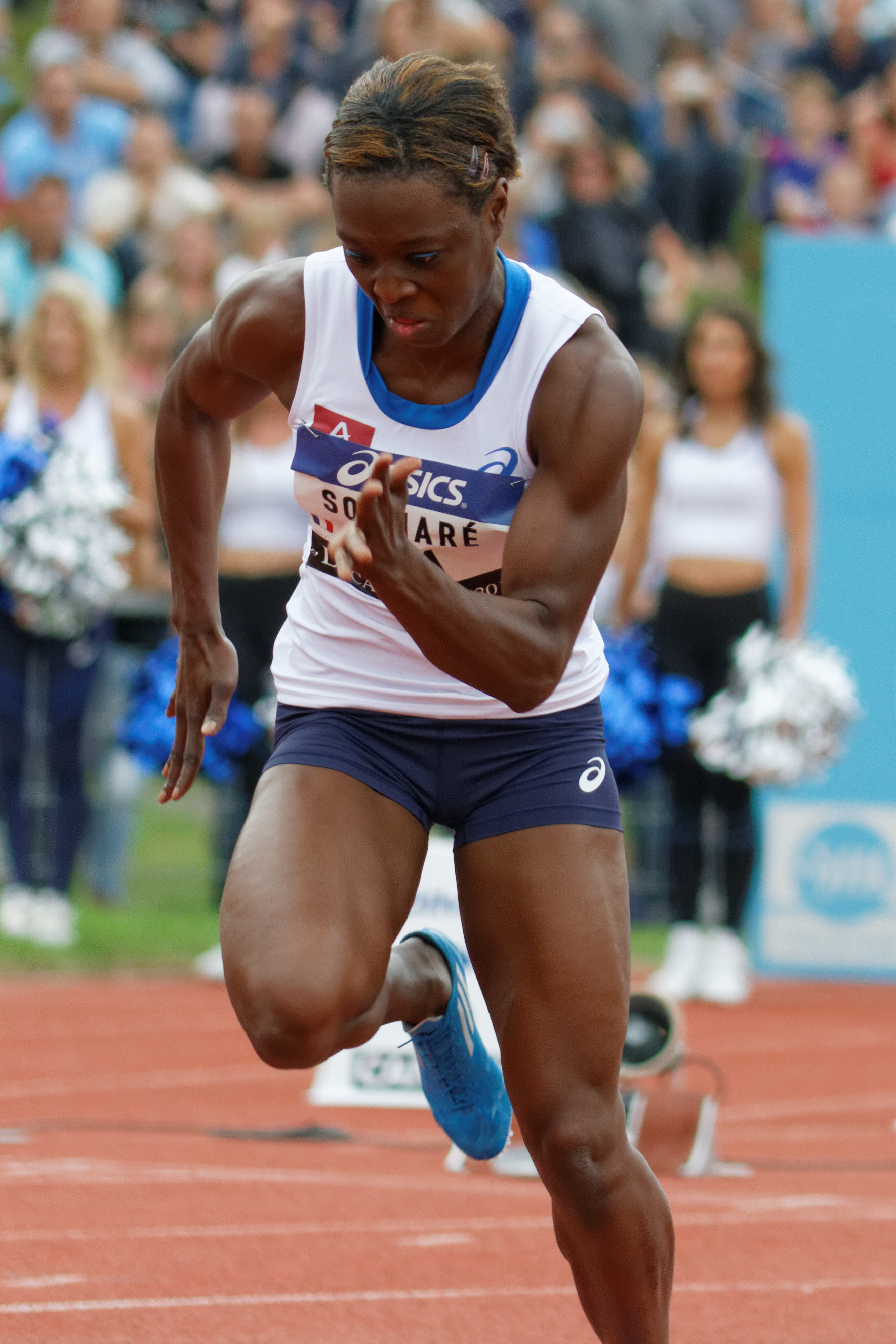
Myriam Soumaré Rang fünf in 11,31 s
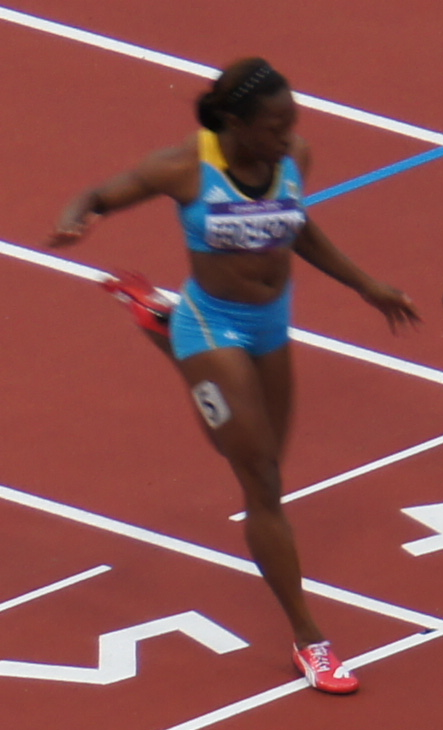
Sheniqua Ferguson Rang sechs in 11,35 s
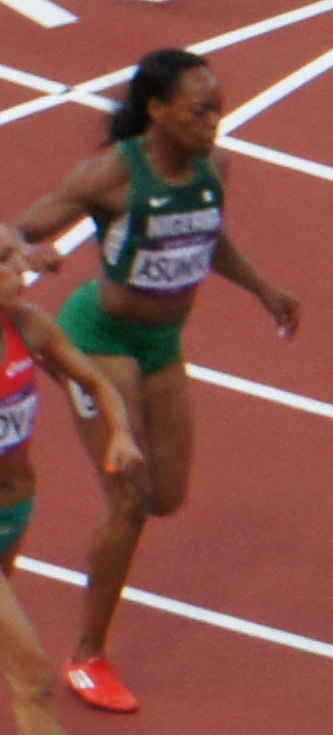
Gloria Asumnu Rang sieben in 11,44 s
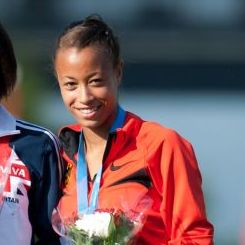
Tatjana Pinto Rang acht in 11,54 s

## Finale

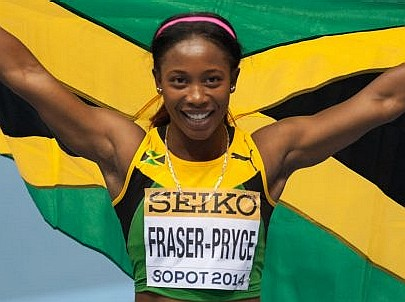
Erster von drei Titeln hier in Moskau für die zweifache Olympiasiegerin (2008/2012) und Weltmeisterin von 2009 Shelly-Ann Fraser-Pryce

12. August 2013, 21:50 Uhr
Wind: −0,3 m/s
| Platz | Bahn | Name                    | Nation         | Zeit (s) |
| ----- | ---- | ----------------------- | -------------- | -------- |
| 1     | 4    | Shelly-Ann Fraser-Pryce | Jamaika        | 10,71 WL |
| 2     | 6    | Murielle Ahouré         | Elfenbeinküste | 10,93    |
| 3     | 5    | Carmelita Jeter         | USA            | 10,94    |
| 4     | 2    | English Gardner         | USA            | 10,97    |
| 5     | 8    | Kerron Stewart          | Jamaika        | 10,97    |
| 6     | 7    | Blessing Okagbare       | Nigeria        | 11,04    |
| 7     | 3    | Alexandria Anderson     | USA            | 11,10    |
| 8     | 9    | Octavious Freeman       | USA            | 11,16    |

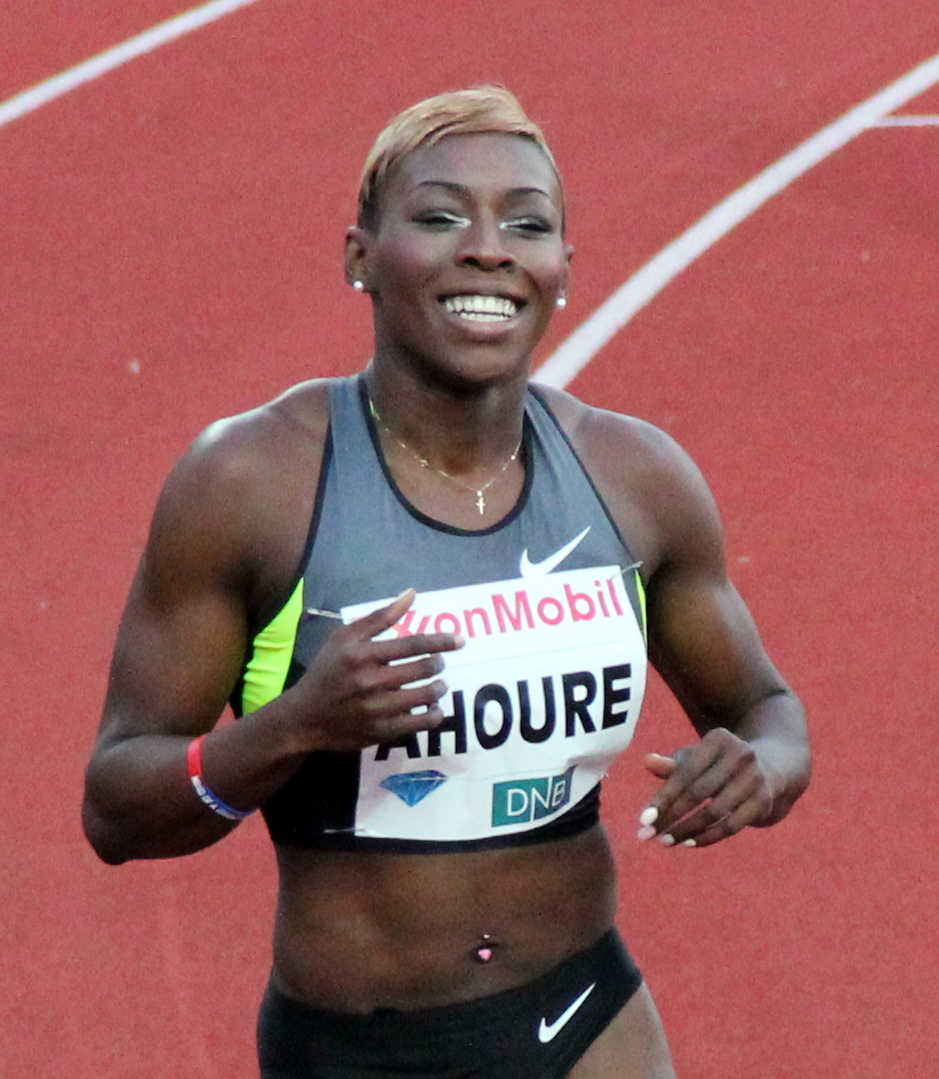
Vizeweltmeisterin Murielle Ahouré
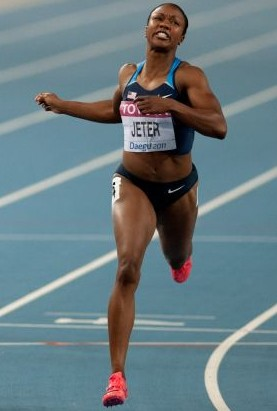
Bronze gab es für die Titelverteidigerin und zweifache WM-Dritte Carmelita Jeter

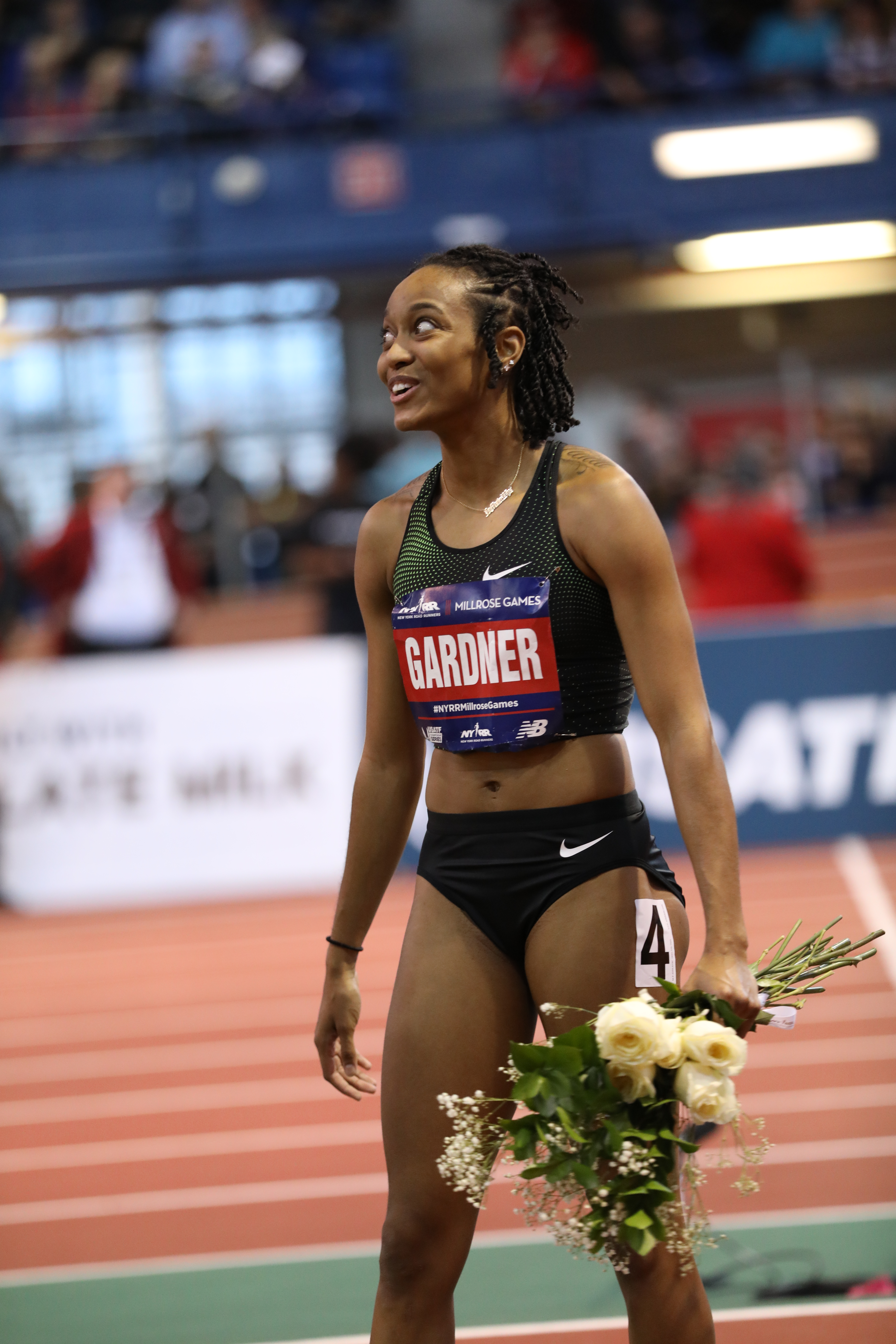
Um drei Hundertstelsekunden geschlagen belegte English Gardner Rang vier
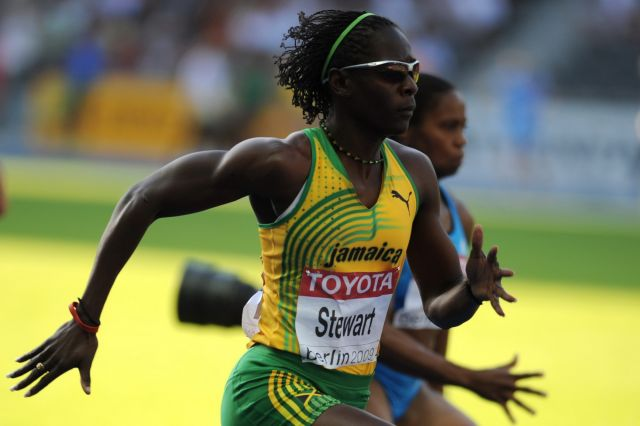
Kerron Stewart kam auf den fünften Platz
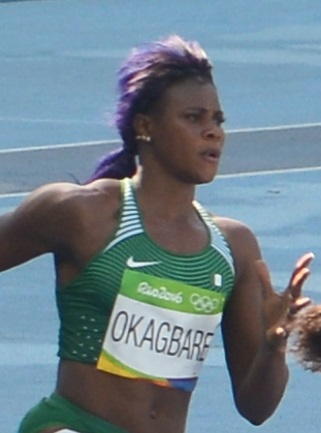
Blessing Okagbare erreichte Platz sechs

## Video
- Shelly ann Fraser Pryce wins 100m final 10.71 Moscow World Championships 2013, youtube.com, abgerufen am 22. Juli 2017